# 33

## Події
- За християнською версією, в квітні був страчений Ісус Христос.
- Консул Римської імперії Луцій Кассій Лонгін одружився з давньоримською матроною Юлією Друзіллою, сестрою майбутнього Імператора Калігули.

## Народились
- Боудіка — королева кельтського племені іценів (корінних жителів Британії), Національна народна героїня
- Марція Барея — матрона часів Римської імперії, мати імператора Траяна.
- Марк Веттій Болан — державний та військовий діяч Римської імперії.

## Померли
- Ісус Христос — у християнстві Син Божий, Господь, Спаситель людства.
- Агрипіна Старша — видатна жінка в Римській історії, дружина Германіка.
- Луцій Елій Ламія — давньоримський політик, консул 3 року н. е. з відомого плебейського роду Еліїв.
- Марк Емілій Лепід — давньоримський політик, консул 6 року до н. е.
- Гай Азіній Галл — давньоримський політик, консул 8 року до н. е.